# S-21 Tuol Sleng

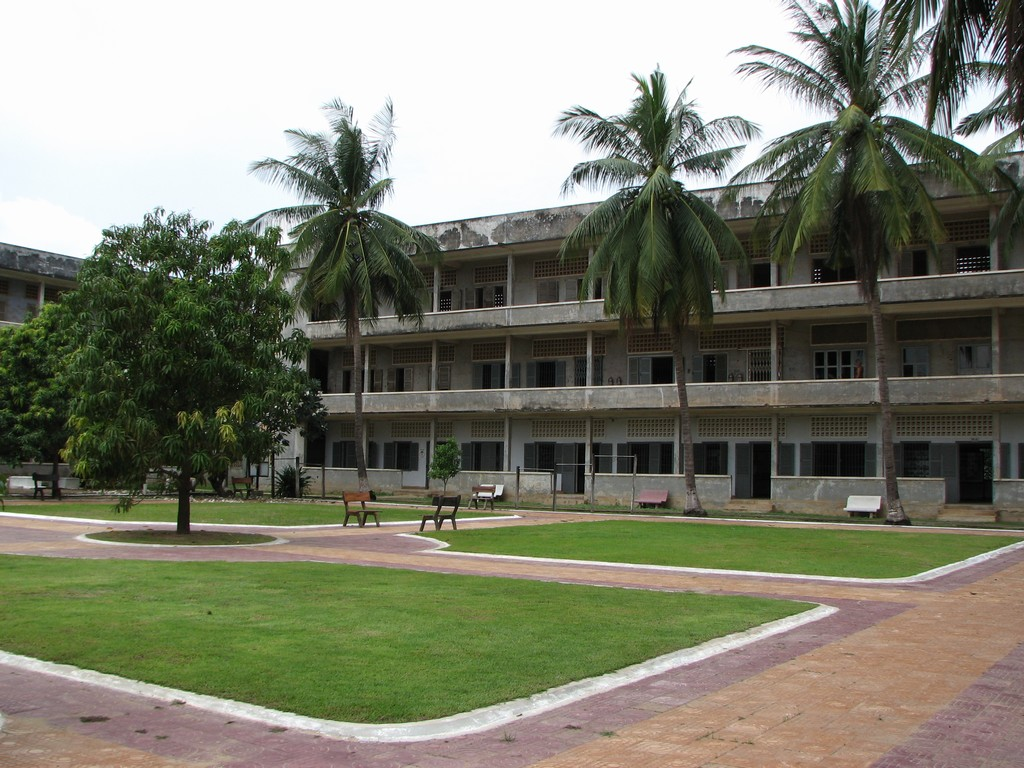
Säkerhetsfängelset S-21 Tuol Sleng i Phnom Penh är idag ett museum över folkmordet under Röda khmerernas regim i Kambodja (1975–1979).

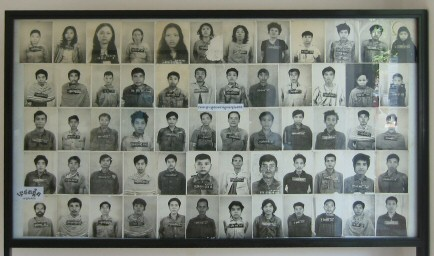
Fotografier av några av alla de tusentals människor som torterades och avrättades på S-21 Tuol Sleng.

S-21 Tuol Sleng var ett av tre säkerhetsfängelser, så kallade S-21 (de andra var S-21 Kor i Ta Khmao och S-21 Khor i Prey Sor) och ett av minst 150 avrättningscentrum under Röda khmerernas regim i Kambodja 1975–1979. S-21 Tuol Sleng, som öppnades den 19 augusti 1975, låg inne i Phnom Penh, hade en yta på 600 x 400 meter och utgjordes av två före detta skolor (Tuol Sleng Primary school och Tuol Svay Prey High school). Hit skickades fångar efter att ha arresterats på order från Angkar-regeringen i Demokratiska Kampuchea. Verksamheten på Tuol Sleng var topphemlig och leddes av Khang Khek Ieu, kallad Duch.
I fängelset torterades och svalt fångarna, och avrättades vanligtvis efter 2–4 månader. Hur många som dog i fängelset är oklart men uppskattningsvis mellan 14 000 och 20 000, även kvinnor och små barn. De som avrättades benämndes "fiender till staten" och dumpades vid Choeung Ek i utkanten av Phnom Penh.
Byggnaden invigdes 1980 som ett museum över folkmordet i Kambodja där man idag bland annat kan se fängelset så som det påträffades när vietnamesiska trupper gick in i Kambodja och störtade Pol Pots regim den 7 januari 1979. På väggarna sitter ett stort antal foton av fångar som togs innan de skickades till avrättningsplatsen. Endast sju fångar överlevde Tuol Sleng. En av dem, konstnären Vann Nath, som befann sig i fängelset under mer än ett år skrev en bok om tiden i fängelset. När fängelset upptäcktes 1979 fann man fjorton kroppar. De gick inte att identifiera och är idag begravda inne på S-21 Tuol Sleng.